# Olbrzym z jeziora
Olbrzym z jeziora (ang. Mee-Shee: The Water Giant) – brytyjsko-niemiecki film przygodowy z 2005 roku w reżyserii Johna Hendersona.

## Opis fabuły
Dziesięcioletni Mac jedzie do Kanady ze swoim ojcem. Chłopiec poznaje legendę o bestii mieszkającej w pobliskim jeziorze. Razem ze swoją rówieśniczką, Pawnee, chce zapolować na gigantycznego potwora. Niebawem dzieci przekonują się, że rzekomo groźne monstrum to sympatyczny i uczynny stwór Mee-Shee. Szybko się z nim zaprzyjaźniają.

## Obsada
- Bruce Greenwood jako Sean Cambell
- Daniel Magder jako Mac Cambell
- Jacinta Wawatai jako Pawnee
- Tom Jackson jako Custer
- Joel Tobeck jako Snead
- Rena Owen jako Crazy Norma
- Phyllida Law jako pani Coogan
- Luanne Gordon jako Laura
- Joe Pingue jako Neilds